# Parachernes robustus
Parachernes robustus är en spindeldjursart som beskrevs av Clarence Clayton Hoff 1946. Parachernes robustus ingår i släktet Parachernes och familjen blindklokrypare. Inga underarter finns listade i Catalogue of Life.